# Junkers Jumo 206
Lo Junkers Jumo 206 era un motore aeronautico a pistoni contrapposti con flusso monodirezionale, a ciclo Diesel a due tempi e raffreddamento a liquido, sviluppato dall'azienda tedesca Junkers Flugzeug und Motorenwerke AG nei tardi anni trenta e rimasto a livello di prototipo.
Basato sul precedente Jumo 205 venne progettato con l'intenzione di sostituire il voluminoso Jumo 204 di inizio decennio.

## Storia

### Sviluppo
La necessità di avere a disposizione un motore più potente dello Jumo 205 spinse l'azienda tedesca a sviluppare, tra la fine del 1936 e l'inizio del 1937, un nuovo motore che potesse nel contempo sostituire i precedenti Jumo 204, ovvero l'estremo sviluppo della serie Fo4 che iniziò lo sviluppo nei tardi anni venti.
Tecnicamente manteneva l'impostazione dei suoi predecessori con un rapporto alesaggio/corsa ridotto del 20% rispetto allo Jumo 205, ma con un volume della camera di scoppio aumentato del 30%; inoltre si cercò di ottenere un'ulteriore potenza aumentando la sezione dei condotti di alimentazione dell'aria al cilindro, in modo da riuscire ad avere a disposizione una potenza superiore del 60% rispetto allo Jumo 205.
In realtà i prototipi erano in grado di erogare questa potenza solamente per pochi minuti e benché le prove si siano protratte fino al 1940, utilizzando anche due esemplari di Junkers Ju 52-3mho come banco di prova volante sostituendo il motore centrale con uno Jumo 206, la squadra di sviluppo non riuscì a risolvere il problema. Il programma venne quindi interrotto, ma l'esperienza acquisita venne utilizzata nello sviluppo del nuovo Jumo 208.

## Velivoli utilizzatori
Germania
- Junkers Ju 52-3mho